# От Березины до Немана
Поход от Березины до Немана — преследование в течение трёх недель русской армией отступавших войск Наполеона на заключительном этапе Отечественной войны 1812 года.
Преследование сорвало первоначальные планы Наполеона закрепиться в Вильне. В результате непрерывного отступления и маршей в условиях русской зимы деморализованная французская армия оказалась практически уничтоженной.

## От Березины до Вильно

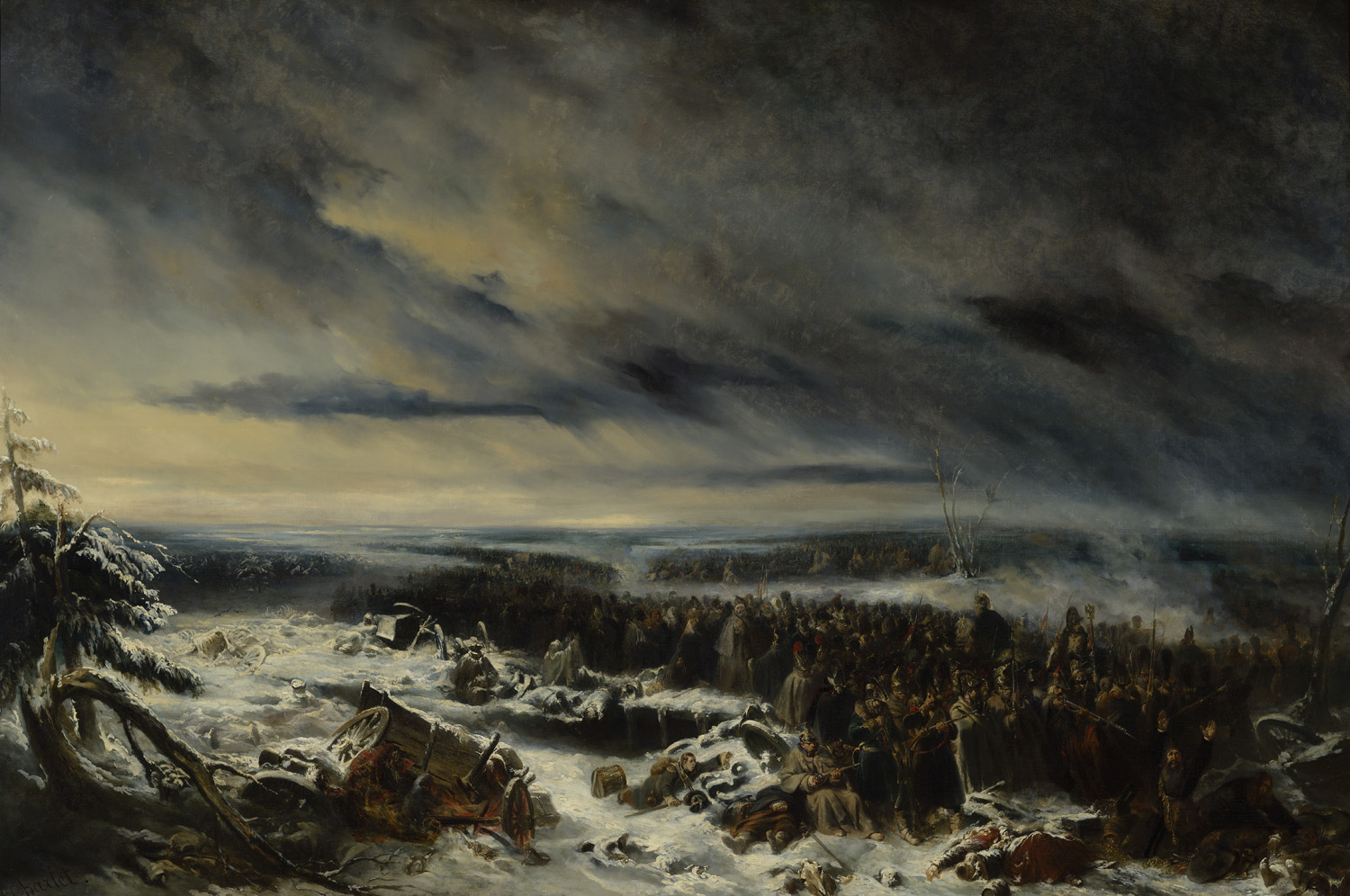
Отступление Великой армии. Картина Никола-Туссена Шарле

После переправы на Березине Наполеон уже мог не бояться окружения. Потеряв на переправе в результате боёв с русскими армиями Чичагова и Витгенштейна и последующего отхода около 21 тыс. боеспособных солдат, Наполеон сохранил около 9 тысяч. Позднее к ним присоединились до 20 тыс. солдат из вспомогательных корпусов. Всего по воспоминаниям Сегюра на правый берег Березины (западный) перешло до 60 тыс. человек, в большинстве своём гражданские лица, раненые, обмороженные и безоружные остатки «Великой Армии». Главным врагом французов стал мороз, ударивший сразу после Березины. Столбик термометра опустился ниже 21 градуса, доходя в отдельные ночи до −30.
В преследование за отступавшими французами вскоре был послан генерал-майор Чаплиц, а затем в подкрепление его авангарда адмирал Чичагов послал отряд генерала А. П. Ермолова. «Граф Витгенштейн не пошел вместе с адмиралом Чичаговым, который в качестве главнокомандующего армиею мог подчинить его своим распоряжениям; он отправился вправо, поставляя на вид намерение преследовать генерала Вреде».

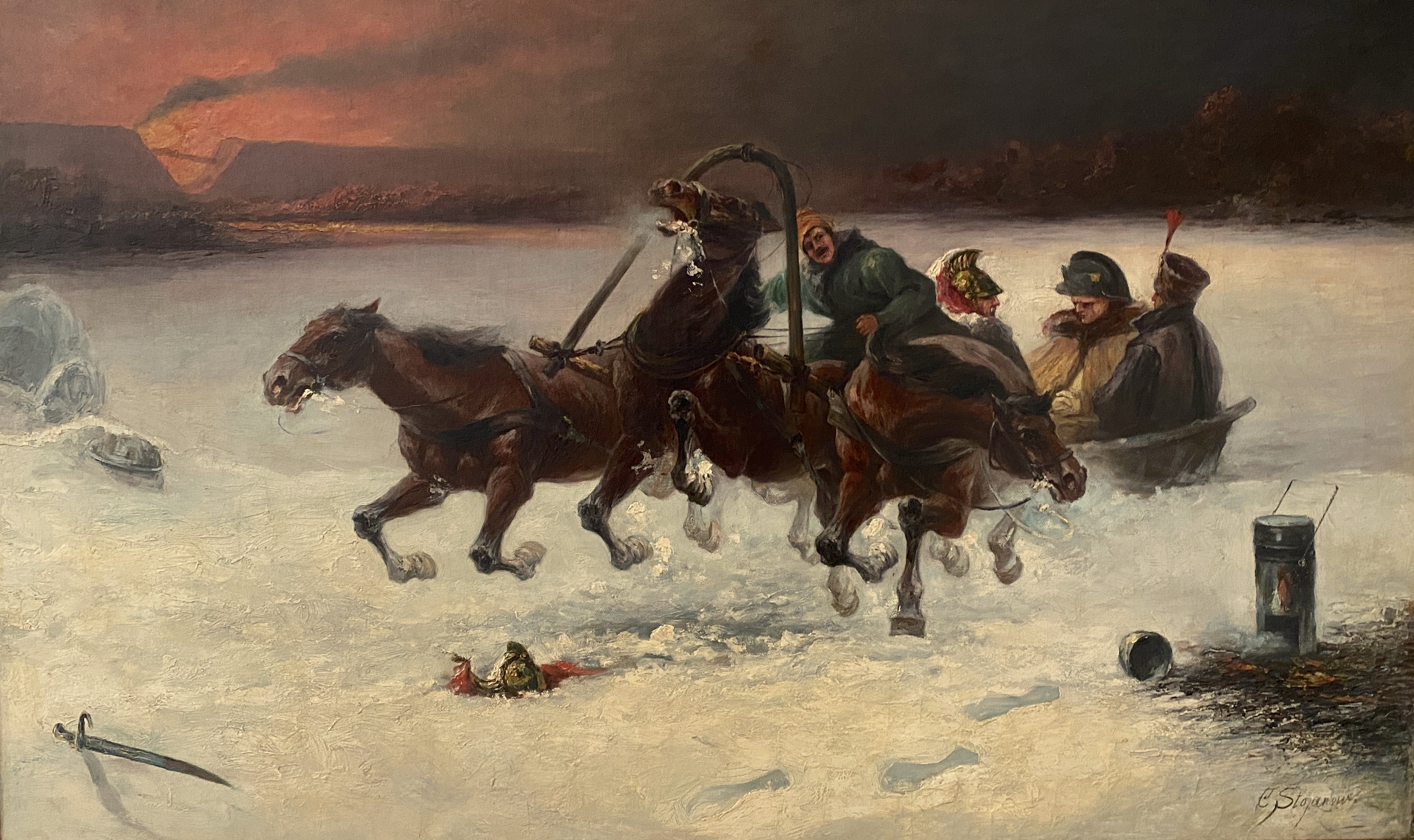
Бегство Наполеона. Картина Петра Стоянова

Неприятель по возможности старался препятствовать скорости нашего движения, разрушал мосты на протоках и оврагах, сжигал селения. 6 (18) декабря, после переправы и сражения под Плещеницами, Наполеон в местечке Сморгонь передал командование армией маршалу Мюрату, а сам в сопровождении 200 гвардейцев отправился в Париж формировать новые армии взамен уничтоженной в России. Покидая армию, он произнёс свои знаменитые слова: «От великого до смешного — только один шаг, и пусть судит потомство».
По свидетельству Сегюра из общей толпы в 60 тысяч человек, сопровождающей Наполеона, до Вильны дошла половина. Русские висели на хвосте, не давая возможности противнику привести себя хотя бы в относительный порядок. По выражению Клаузевица, русские «сгоняли французов с биваков». Как пишет маршал Бертье Наполеону, русские преследовали французов силами кавалерии и небольшими отрядами пехоты с помощью орудий, размещённых на санях.
Русская армия также тяжко страдала от холода, но лучше экипированная, она к тому же могла себе позволить оставаться дольше в населённых пунктах, имела возможности эвакуировать раненых и обмороженных. Французы уже не имели сил сражаться за населённые пункты, они могли только уходить по заснеженным дорогам. Голод и холод косил солдат сильнее, чем ядра и пули. Ничтожная часть тех, кто входил в Москву, уцелела, поэтому основные свидетельства относятся к победившей русской стороне. Многочисленность их показаний не даёт оснований сомневаться в полнейшем разложении французов, в фактах каннибализма.

Из воспоминаний очевидцев:

Очевидные свидетели: г. Штейн, Муравьевы, Феньшау и пр., утверждают, что французы ели мёртвых своих товарищей. Между прочим они рассказывали, что часто встречали французов в каком-нибудь сарае, забравшихся туда от холода, сидящих около огонька на телах умерших своих товарищей, из которых они вырезывали лучшие части, дабы тем утолить свой голод, потом, ослабевая час от часу, сами тут же падали мёртвыми, чтобы быть в их очередь съеденными новыми едва до них дотащившимися товарищами.
С французской стороны каннибализм признал в мемуарах граф Сегюр, хотя другие пережившие поход французские офицеры отрицали это.
Командир конно-егерского полка 2-го корпуса барон Марбо (de Marbot) вспоминает о хитростях поляков, служивших в Великой Армии. Поляки ночью выбирались на дорогу, на которой делали привал отступающие французы, а затем издавали крики «Ура!». В панике от предполагаемой атаки казаков солдаты разбегались с дороги, и тогда товарищи поляков живились брошенным имуществом, стараясь отыскать еду. Барон Марбо свидетельствует о случаях самоубийств среди отчаявшихся солдат и даже офицеров.

Из воспоминаний Дениса Давыдова про дорогу на Вильно:

Множество раненых неприятелей валялось на снегу или, спрятавшись в повозках, ожидало смерти от действия холода и голода… Сани мои ударялись об головы, руки и ноги замёрзших или почти замерзающих; это продолжалось во всё время движения нашего от Понарей до Вильны.
«Посланная из Вильны к отступающей французской армии дивизия Луазона из десяти тысяч людей свежей пехоты... из резервных, вновь набранных конскриптов, не вынесла труда, и на расстоянии между городом Ошмянами и Вильною была жертвою лютости мороза; малое число спасшихся возвратилось в Вильну».

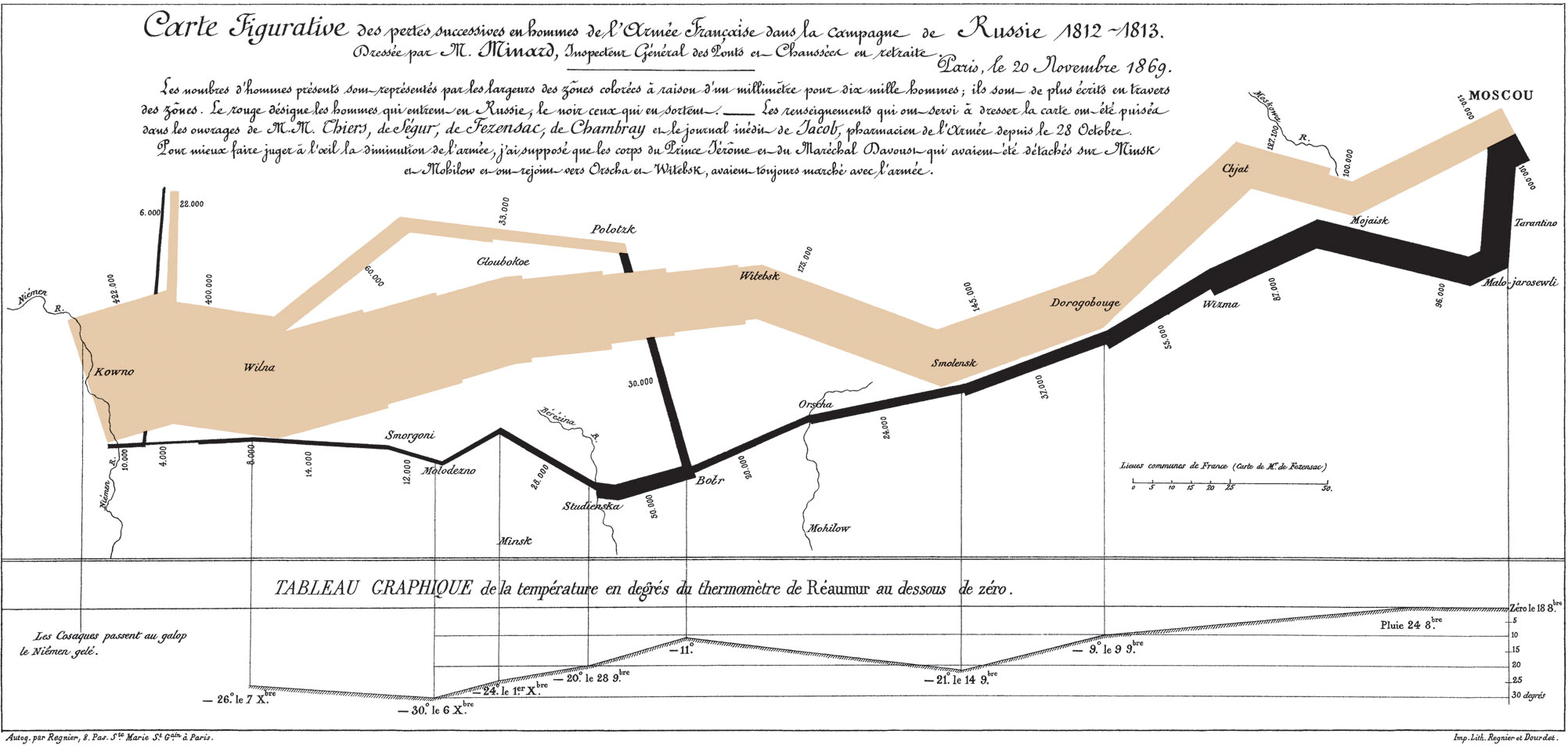
График Чарльза Минара, показывающий размер Великой армии на пути в Москву (розовым) и из Москвы (чёрным) по толщине линии. Ниже график температуры воздуха в градусах Реомюра (R 1 = 1,25 °С).

8 (20) декабря первые толпы замёрзших голодных французов вошли в Вильно.

## От Вильно до Ковно

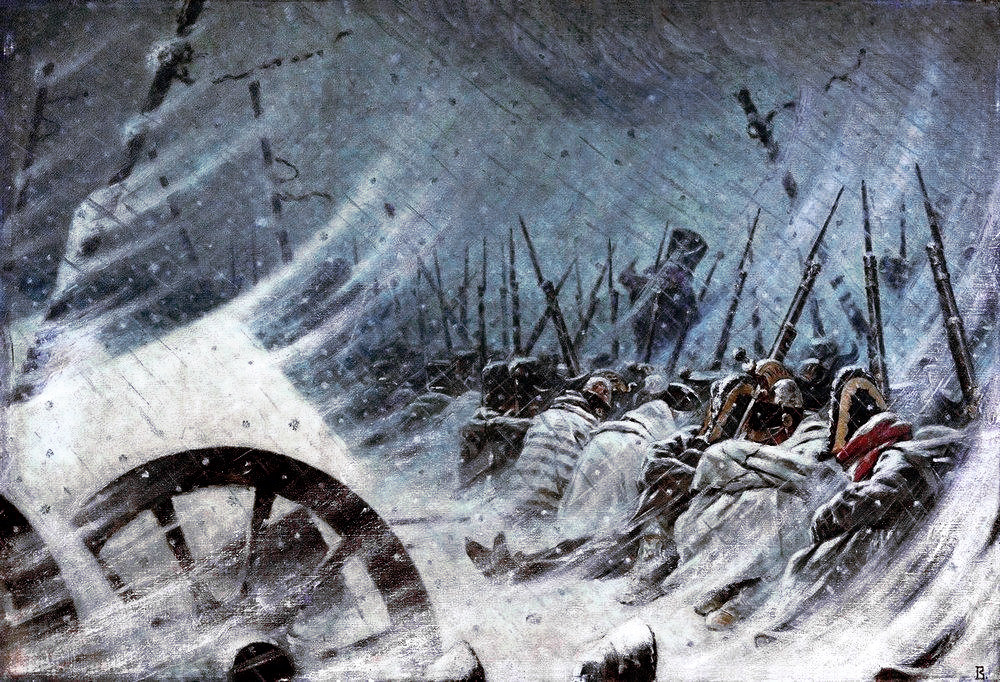
Ночной бивуак «Великой Армии».
Худ. В. В. Верещагин, ок. 1896 г.

В Вильно французы не имели возможности передохнуть. Неуправляемые толпы людей громили магазины, пытаясь урвать кусок хлеба. 10 (22) декабря к городу подошли аванпосты русской армии. Опасаясь появления всей армии Кутузова, маршал Мюрат приказал покинуть город. Прикрывать бегство французов с жалкими остатками армии вызвался маршал Ней.
Первый вошёл с отрядом в Вильну партизан Сеславин, но должен был уступить превосходству неприятеля. Пришли атаман Платов и авангард генерала Чаплица, и неприятель с поспешностию оставил город 11 (23) декабря. Не замедлила прибыть армия адмирала [Чичагова] и за нею вскоре фельдмаршал светлейший князь Кутузов.
В самом городе русские взяли в плен 7 генералов, 10 тысяч пленных и более 5 тысяч в госпиталях, а также немалые запасы провизии. Дальше Вильны главная русская армия не пошла, дальнейшее преследование осуществлялось казаками, которые оказались приспособленными воевать в отрыве от баз снабжения. Численность русских войск на момент занятия Вильны составляла 27 464 солдат в армии Кутузова и 15 тысяч в армии Чичагова. Армия Витгенштейна двигалась севернее, стараясь не допустить к границе корпус маршала Макдональда.
Отбиваясь от казаков, французы двинулись к границе Российской империи, городу Ковно (совр. Каунас в Литве) на Немане. По выходе из Вильны французы не смогли преодолеть обледеневший подъём в горку и бросили остававшуюся ещё артиллерию (около 20 пушек) и повозки с имуществом. По словам барона Марбо, Ней приказал солдатам разобрать казну императора, чтобы не оставлять наседавшим казакам. По другим сообщениям, остатки казны просто разграбили.

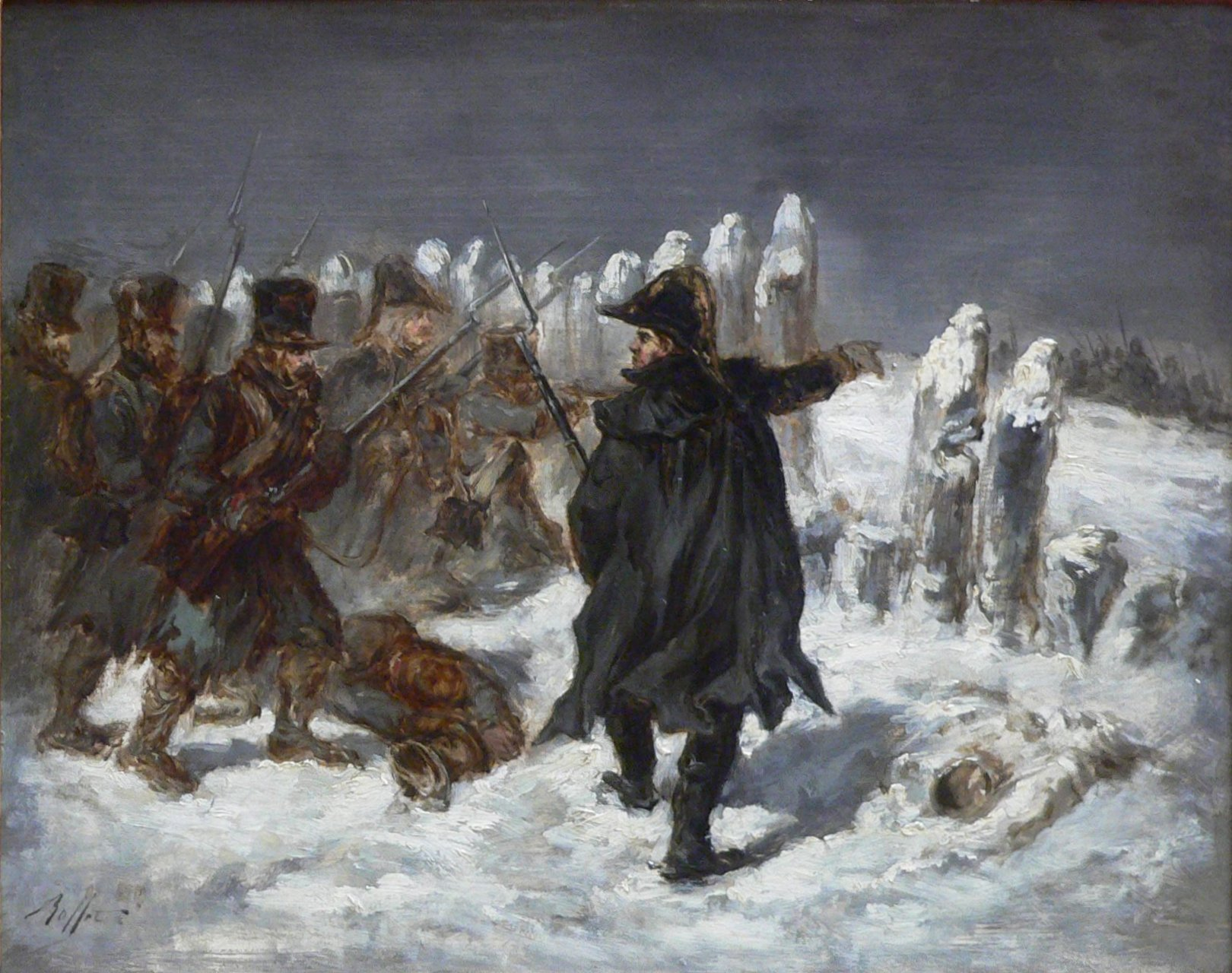
Маршал Ней под Ковно. Огюст Раффе, между 1819—1860 г.

По донесению маршала Бертье, из всей императорской гвардии, насчитывающей при вторжении 47 тыс. и сократившейся до 19 тыс. к захвату Москвы, осталось 4—5 сотен человек.
С 11 декабря французы стали прибывать в Ковно. 13 декабря арьергард Нея достиг Ковно, при нём оставалось от 800 до 1500 боеспособных солдат, к которым добавились 400 солдат из гарнизона. Русские обстреливали отряд Нея, часть их даже перебралась на другой берег, чтобы воспрепятствовать переправе.
14 декабря в 8 часов вечера маршал Ней перешёл на левый берег в Варшавское герцогство. По словам Клаузевица, через Неман с основной армией перешло 1600 человек под ружьём (видимо, арьергард Великой Армии под командованием Нея); по прусским источникам, через Неман перебралось до 33 тысяч солдат и офицеров, в большинстве безоружных и в жалком состоянии. Многие из них уже не вернулись в армию Наполеона, дезертировав по домам или умерев в госпиталях.
Австрийский корпус генерала князя Шварценберга выходил из Гродненской губернии. Генерал Ренье с корпусом саксонским удалялся по направлению к реке Нареву, Войска польские Герцогства Варшавского отправились к Варшаве. Корпус маршала Макдональда и с ним прусские войска следовали из Курляндии к Тильзиту. Витгенштейн, преследуя 10-й корпус Макдональда, отступающий из-под Риги, вошёл в Пруссию, заключив перед тем Таурогенское соглашение о нейтралитете с командующим прусским корпусом генералом Йорком.
Поход Наполеона в Россию завершился.

## Результаты
Известный военный теоретик Карл Клаузевиц вёл подсчёт потерь французской армии. По его сведениям, армия вторжения Наполеона, включая подкрепления за время войны и части союзников, насчитывала 610 тысяч человек. После разгрома австрийские и прусские союзники увели домой 35 тысяч; за Вислой в течение месяца собрались остатки основной французской армии в количестве 23 тысяч солдат.
В России остались 552 тысячи человек, потеряно свыше 1200 орудий. Следует логичный вывод Клаузевица:

«Как бы критики ни отзывались об отдельных моментах преследования, надо приписать энергии, с которой велось это преследование, то обстоятельство, что французская армия оказалась совершенно уничтоженной, а большего результата себе и представить нельзя.»